# Novočeboksarsk
Novočeboksarsk (in russo Новочебоксарск?, in ciuvascio Ҫӗнӗ Шупашкар), è una città della Russia europea centrale nella repubblica autonoma della Ciuvascia.
Fondata nel 1960, ricevette lo status di città nel 1965; secondo le stime del censimento del 2011, contava una popolazione di circa 124.000 abitanti.